# 807 (číslo)
Osm set sedm je přirozené číslo. Následuje po čísle osm set šest a předchází číslu osm set osm. Římskými číslicemi se zapisuje DCCCVII a řeckými číslicemi ωζ.

## Matematika
807 je:
- Deficientní číslo
- Poloprvočíslo
- Nešťastné číslo

## Astronomie
- (807) Ceraskia je planetka hlavního pásu, kterou objevil v roce 1915 Max Wolf

## Roky
- 807
- 807 př. n. l.